# Cupid's Close Shave
Cupid's Close Shave è un cortometraggio muto del 1914 diretto da Al E. Christie. Prodotto dalla Nestor e distribuito dall'Universal Film Manufacturing Company, il film era interpretato da Eddie Lyons, Russell Bassett, Ramona Langley e Stella Adams.

## Trama
In città, esiste un solo barbiere, il vecchio Billings. Quando assume come assistente Sudds, il giovanotto comincia a corteggiare Mamie, la figlia del padrone, senza che Billings si accorga che i due stanno innamorandosi. Un giorno finalmente Studds decide di dichiararsi e chiede al vecchio barbiere la mano della figlia, ma lui gliela rifiuta senza tentennamenti. Il giovane ci rimane male: così, quando riceve in eredità una piccola somma, pensa di impiegarla per aprire un suo salone da barbiere che apre in concorrenza con quello del vecchio padrone finché questi non lo accetterà come genero. Per prima cosa riduce il prezzo di ogni rasatura, cosa che non influisce in maniera decisiva sugli affari che, tra i due negozi, restano più o meno alla pari. La pensata di Studds che si rivelerà decisiva sarà invece quella di prendere come barbiere una donna, cosa che farà dirottare tutti i vecchi clienti di Billings verso il nuovo salone. Allora anche Billings si trova una barbiera, una vecchia domestica che odia gli uomini e che taglierebbe volentieri loro la gola. Billings capisce che è ormai battuto su tutta la linea: mette fuori dal negozio la bandiera bianca e attraversa la strada per arrendersi al rivale. Scoprirà così che la carta vincente di Studds è proprio sua figlia Mamie, la cui immagine campeggia sulla vetrina del negozio del suo concorrente.

## Produzione
Il film fu prodotto dalla Nestor Film Company di David Horsley.

## Distribuzione
Distribuito dall'Universal Film Manufacturing Company, il film - un cortometraggio di una bobina - uscì nelle sale cinematografiche statunitensi il 16 gennaio 1914.